# Mydas texanus
Mydas texanus är en tvåvingeart som beskrevs av Wilcox, Papavero och Therezinha Pimentel 1989. Mydas texanus ingår i släktet Mydas och familjen Mydidae.
Artens utbredningsområde är Texas. Inga underarter finns listade i Catalogue of Life.